# テロメライシン
テロメライシン（英、Telomelysin）（INN、suratadenoturev）（開発コード：OBP-301）は、創薬ベンチャーのオンコリスバイオファーマ株式会社（東京都 東京都港区）が台湾のメディジェン（基亞生物科技股份有限公司）（Medigen Biotechnology Corp.）と共同で研究開発・製造中の腫瘍溶解ウイルス療法である。
テロメライシンの安全性と有効性を確認する臨床治験は、複数の対象疾患・治療法に対して実施中および準備中である。最先端は第II相試験実施中。

## 構造
テロメライシンは、風邪ウイルスの一種であるアデノウイルスの中でも毒性の低い5型のE1領域に、多くのがん細胞で活性が上昇しているテロメラーゼ(英: telomerase) という酵素のプロモーターを遺伝子改変によって組込み、がん細胞内で特異的に増殖して、がん細胞を破壊することができるようにした治療用ウイルス製剤である。

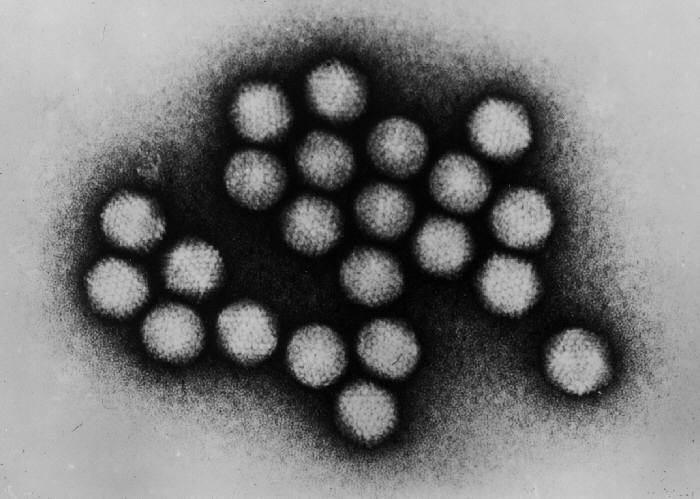
改変されていないアデノウイルスの透過型電子顕微鏡による撮影像

telomeraseはTelomelysin命名の元となっている。

## 特徴
テロメライシンがヒトのがん細胞に感染すると、一日で10万～100万倍に増え、がん細胞を破壊する。一方、テロメライシンは正常細胞にも同様に感染するが、テロメラーゼ活性がないためウイルスは増殖せず、正常組織での損傷は少ないと考えられる。
米国で実施された、がん患者に対するテロメライシンの臨床試験において、重篤な副作用は認められておらず、一部の患者では投与部位での腫瘍縮小効果、またリンパ節などへの転移がんにも作用するなどの有効性が認められている。さらに、岡山大学病院では食道がん患者に対するテロメライシンと放射線を併用した臨床研究が進められている。
2019年12月13日現在、テロメライシンの試験で、「吐き気」、「神経がピリピリする」、「毛が抜ける」といった副作用は一例も報告されていない。

## 効果
もしこの治療法が成功すれば、がんを切らずに治せる。すなわち、手術に耐える体力のない患者や、化学療法に耐えられるほど内臓状態が良好でない患者、化学療法・放射線療法でも改善しなかった患者、浸潤・転移でがんが切除しきれない患者などにも適用可能。局所で効くので、たとえば舌のがんの場合、従来は舌を切るか化学療法で全身の副作用に耐えてもらわなければならなかったが、本剤は舌に注射すればよい。
この治療法であれば吐き気・嘔吐や脱毛がないので患者の苦痛が少ない。
手術をしないことから、働きながら通院して楽に治療でき、手術の合併症で体調悪化・死亡することがなく、かかる医療費が下がる。以上のことを会社として期待している。

## 特許
日本・米国を含む世界24カ国で物質特許を取得済。日本は関西ティー・エル・オー（現社名、TLO京都）との共同特許で、他は単独特許。
また、製剤改良に関するライセンス契約を締結した英Stabilitech社から、安定製剤特許の全世界における実施権の許諾を受けた。この製法によれば、テロメライシンは従来の-60℃以下という厳しい冷凍保存でなく4℃の冷蔵保存でよくなるため、取扱いを極めて簡便にし、事故を減少し、コストを下げることができる。特許が有効な残り期間も15年から20年伸びることになった。

## 開発・製造・販売権
テロメライシンは、ハンルイ（江苏恒瑞医药股份有限公司）と中外製薬に地域別に開発・製造・販売権が導出され、開発の進捗とともにマイルストーンをオンコリスバイオファーマが受領している。

## 論文
- Shuhei Osaki, et. al.: Ablation of MCL1 expression by virally induced microRNA-29  reverses chemoresistance in human osteosarcomas.（題名直訳：尾崎修平（岡山大学大学院）ら：ウイルス誘導マイクロRNA-29によるMCL1発現の阻害は、ヒト骨肉腫の化学療法抵抗性を逆転させる）, Scientific Reports（Nature  Publishing Group）, 2016 Jun 30. doi:10.1038/srep28953）→ 関連プレスリリース[8][9]